# 韓雄
韓 雄（かん ゆう、生年不詳 - 568年）は、西魏から北周にかけての軍人。字は木蘭。本貫は河南郡東垣県（現在の河南省洛陽市新安県）。

## 経歴
北魏の赭陽郡太守の韓景の孫。膂力にすぐれ、騎射を得意とした。535年（大統元年）、郎党60人あまりとともに洛西で挙兵し、数日のうちにその勢力は1000人に達した。西魏の河南行台の楊琚と協力し、東魏に侵攻した。537年（大統3年）、東魏の韓賢と慕容紹宗が韓雄を攻撃すると、韓雄の兵は消耗し、兄と妻子は韓賢に捕らえられた。韓賢は人質を盾に韓雄の出頭をうながし、韓雄はやむなく韓賢のもとにおもむいて、洛州に連行された。韓雄は韓賢を襲撃する計画を立てたが、計画が洩れて逃亡した。
弘農にいた宇文泰のもとにかけこんで面会すると、武陽県侯に封じられた。郷里に帰って再び兵を集め、洛州に向けて進軍した。東魏の洛州刺史の元湛が河陽に逃亡し、その長史の孟彦が洛州をあげて西魏に降伏した。まもなく西魏の領軍独孤信が後詰めの兵を率いて進軍してくると、韓雄は独孤信に従って洛陽に入った。538年（大統4年）、東魏の侯景らが蓼塢を包囲すると、韓雄はこれを攻撃して包囲を解かせた。また宇文泰に従って河橋の戦いに参戦した。戦いの後、洛西に駐屯した。仮の平東将軍・東郡太守に任じられ、北中郎将に転じた。543年（大統9年）の邙山の戦いでは、宇文泰の命を受けて高歓を隘道で迎え撃ち、東魏の三軍の包囲に遭ったが、包囲を突破して逃れた。東徐州刺史に任じられた。
韓雄の任地と隣接する東魏の東雍州では、郭叔略が刺史をつとめていた。韓雄は郭叔略を陥れるべく、夜間に10騎を率いて東魏領の道沿いに潜伏した。都督の韓仕を郭叔略の城の東に派遣し、東魏人の衣服を着せ、河陽から西魏に投降する者であるかのように装わせた。郭叔略が韓仕を追って出撃してくると、韓雄は後ろから射かけて郭叔略に当て、斬首した。河南尹に任じられ、爵位は公に進み、車騎大将軍・儀同三司・大都督・散騎常侍の位を加えられた。まもなく驃騎大将軍・開府儀同三司・侍中・河南邑中正に進んだ。557年（孝閔帝元年）、北周が建国されると、爵位は新義郡公に進み、宇文氏の姓を賜った。558年（明帝2年）、使持節・都督中徐虞洛四州諸軍事・中州刺史に任じられた。568年（天和3年）、鎮で死去した。大将軍・中華宜義和五州諸軍事・中州刺史の位を追贈された。諡は威といった。
子の韓擒虎が後を嗣いだ。

## 伝記資料
- 『周書』巻43 列伝第35
- 『北史』巻68 列伝第56
- 韓木蘭墓誌